# Brice Ntambwe
Brice Ntambwe (Brussel, 29 april 1993) is een Belgisch voetballer die als defensieve middenvelder speelt. Sinds oktober 2020 is hij actief bij Oldham Athletic.

## Spelerscarrière

### Jeugd
Ntambwe werd op zestienjarige leeftijd door het Engelse Birmingham City weggehaald bij FC Brussels. Daar speelde hij 3,5 jaar in de jeugdopleiding.

### RAEC Mons
Op 28 januari 2013 legde RAEC Mons hem vast. Ntambwe tekende een contract tot juni 2015 bij de Henegouwers. Hij debuteerde op 10 februari 2013 in de derby tegen Standard Luik. Bergen won met 0-1 dankzij een doelpunt van de Israëliër Shlomi Arbeitman. In de wedstrijd tegen KV Kortrijk kreeg hij een rode kaart voor een horrortackle op Gertjan De Mets. Hij werd nog licht gestraft met 1 speeldag schorsing en een boete van 100 euro.

### Lierse SK
Na de degradatie van Bergen bleef Ntambwe nog een half seizoen voor de club spelen in Tweede klasse, maar in januari 2015 trok hij naar Lierse SK, dat op dat moment hekkensluiter was in de Jupiler Pro League. In zijn eerste wedstrijd voor Lierse, tegen RSC Anderlecht, pakte hij meteen rood. Daarna kreeg Ntambwe het zeer moeilijk om zich door te zetten bij Lierse, onder andere door een zware knieblessure en een verbanning naar de C-kern. Pas nadat hij terugkeerde van een uitleenbeurt aan KFC Oosterzonen kreeg Ntambwe weer speelminuten bij Lierse. Na zijn eerste seizoen met vrij veel speelminuten voor de Pallieters ging de club echter failliet, waardoor Ntambwe een transfervrije speler werd.

### Partick Thistle en Macclesfield Town
Ntambwe vond in augustus 2018 onderdak bij de Schotse tweedeklasser Partick Thistle. Op 1 september 2018 maakte hij zijn debuut in de Scottish Championship tegen Greenock Morton FC. Lang duurde het Schotse avontuur van Ntambwe echter niet: op 25 januari 2019 liet de club weten dat de samenwerking in onderling overleg was stopgezet. Ntambwe speelde zes wedstrijden voor de club (vijf in de competitie, één in de Challenge Cup). Zijn enig doelpunt voor de club scoorde hij op 3 november 2018 tegen Greenock Morton FC.
Lang bleef Ntambwe niet zonder club: op 1 februari 2019 tekende hij voor de Engelse vierdeklasser Macclesfield Town. Hij tekende er een contract tot het einde van het seizoen.

## Internationaal
Ntambwe speelde vijf interlands voor België –15. Voor België –16 en –17 speelde hij elk 11 interlands. Bij België –17 scoorde hij twee doelpunten. Voor België –19 en –20 speelde hij elk één interland.

## Statistieken
| Seizoen | Club              | Land               | Competitie             | Duels | Doelp. |
| ------- | ----------------- | ------------------ | ---------------------- | ----- | ------ |
| 2012/13 | RAEC Mons         | Vlag van België    | Eerste klasse          | 6     | 0      |
| 2013/14 | RAEC Mons         | Vlag van België    | Eerste klasse          | 20    | 0      |
| 2014/15 | RAEC Mons         | Vlag van België    | Tweede klasse          | 2     | 0      |
| 2014/15 | Lierse SK         | Vlag van België    | Eerste klasse          | 1     | 0      |
| 2015/16 | Lierse SK         | Vlag van België    | Tweede klasse          | 0     | 0      |
| 2016/17 | Lierse SK         | Vlag van België    | Eerste klasse B        | 0     | 0      |
| 2016/17 | → KFC Oosterzonen | Vlag van België    | Eerste klasse amateurs | 9     | 1      |
| 2017/18 | Lierse SK         | Vlag van België    | Eerste klasse B        | 21    | 1      |
| 2018/19 | Partick Thistle   | Vlag van Schotland | Scottish Championship  | 5     | 1      |
| 2018/19 | Macclesfield Town | Vlag van Engeland  | League Two             | 1     | 0      |
| Totaal  | Totaal            | Totaal             | Totaal                 | 55    | 3      |

Bijgewerkt op 11 februari 2019.